# Battaglia di Roundway Down
La battaglia di Roundway Down è stato uno scontro avvenuto il 13 luglio 1643 fra le truppe fedeli a re Carlo I Stuart e quelle guidate dal Parlamento. La vittoria fu dei realisti, guidati da Lord Ralph Hopton, che riuscirono, con una vittoria decisiva, a sconfiggere le truppe parlamentari al comando di William Waller.